# Rusłan Sydykow
Rusłan Dżumabajewicz Sydykow, kirg. i ros. Руслан Джумбаевич Сыдыков (ur. 4 stycznia 1975, Kirgiska SRR) – kirgiski piłkarz, grający na pozycji obrońcy, reprezentant Kirgistanu, trener piłkarski.

## Kariera piłkarska
W 1995 rozpoczął karierę piłkarską w klubie Ałaj Osz. W 1995 przeszedł do Ałaju Gülczö. Od 1997 bronił barw Dinama Biszkek, po czym został piłkarzem Dordoj-Dinamo Naryn. Również grał w indyjskim Hindustan Aeronautics Limited SC. W 2013 zakończył karierę piłkarza w Dordoju Biszkek.

### Kariera reprezentacyjna
Występował w reprezentacji Kirgistanu. Od 1997 łącznie rozegrał 43 spotkania i strzelił 1 gola.

## Kariera trenerska
W listopadzie 2015 rozpoczął pracę szkoleniowca. Najpierw trenował drugą drużynę rodzimego klubu - Ala-Too Naryn. W 2016 dołączył do sztabu szkoleniowego Dordoju Biszkek, a 6 czerwca 2016 stał na czele klubu

## Sukcesy i odznaczenia

### Sukcesy klubowe
Dordoj Biszkek
- zdobywca Pucharu Prezydenta AFC: 2006, 2007
- finalista Pucharu Prezydenta AFC: 2005, 2008, 2009, 2010
- mistrz Kirgistanu: 2004, 2005, 2006, 2007, 2008, 2009, 2011, 2012
- wicemistrz Kirgistanu: 2010, 2013
- zdobywca Pucharu Kirgistanu: 2004, 2005, 2006, 2008, 2010, 2012
- finalista Pucharu Kirgistanu: 2013
- zdobywca Superpucharu Kirgistanu: 2012, 2013
- finalista Superpucharu Kirgistanu: 2011

### Sukcesy indywidualne
- piłkarz roku w Kirgistanie: 2005, 2006[3].